# NGC 2595
NGC 2595 este o intermediate spiral galaxy⁠(d) situată în constelația Racul. A fost descoperită în 11 ianuarie 1787 de către William Herschel. Se află la o distanță de 64,27 de megaparseci de Pământ.